# Тота-Яхінське газове родовище
Тота-Яхінське газове родовище — одне з родовищ Гиданського півострова у Тюменській області Росії, розташоване на північному узбережжі Тазівської губи у 490 км на північний схід від Салехарду.

## Опис
Відкрите у 1984 році свердловиною № 7, пробуреною об'єднанням "Главтюменьгеологія. Колектор — пісковики з лінзовидними вкрапленнями глин.
Запаси за російською класифікаційною системою оцінюються у 150 млрд.м3.
Станом на 2016 рік Тота-Яхінське родовище не розробляється. Доставка вантажів на родовище за відсутності дорожної та залізничної інфраструктури можлива у період навігації по Обській та Тазівській губі. У 2008 році родовище передане компанії «Газпром» разом із сусіднім Антипаютинським та розташованим на протилежному боці Тазівської губи Семаковським. Останнє знаходиться у ямбурзькому газопромисловому районі, до якого можуть бути підключені й родовища Гиданського півострова, ввіділені мілководною затокою.